# Tiffany Tang

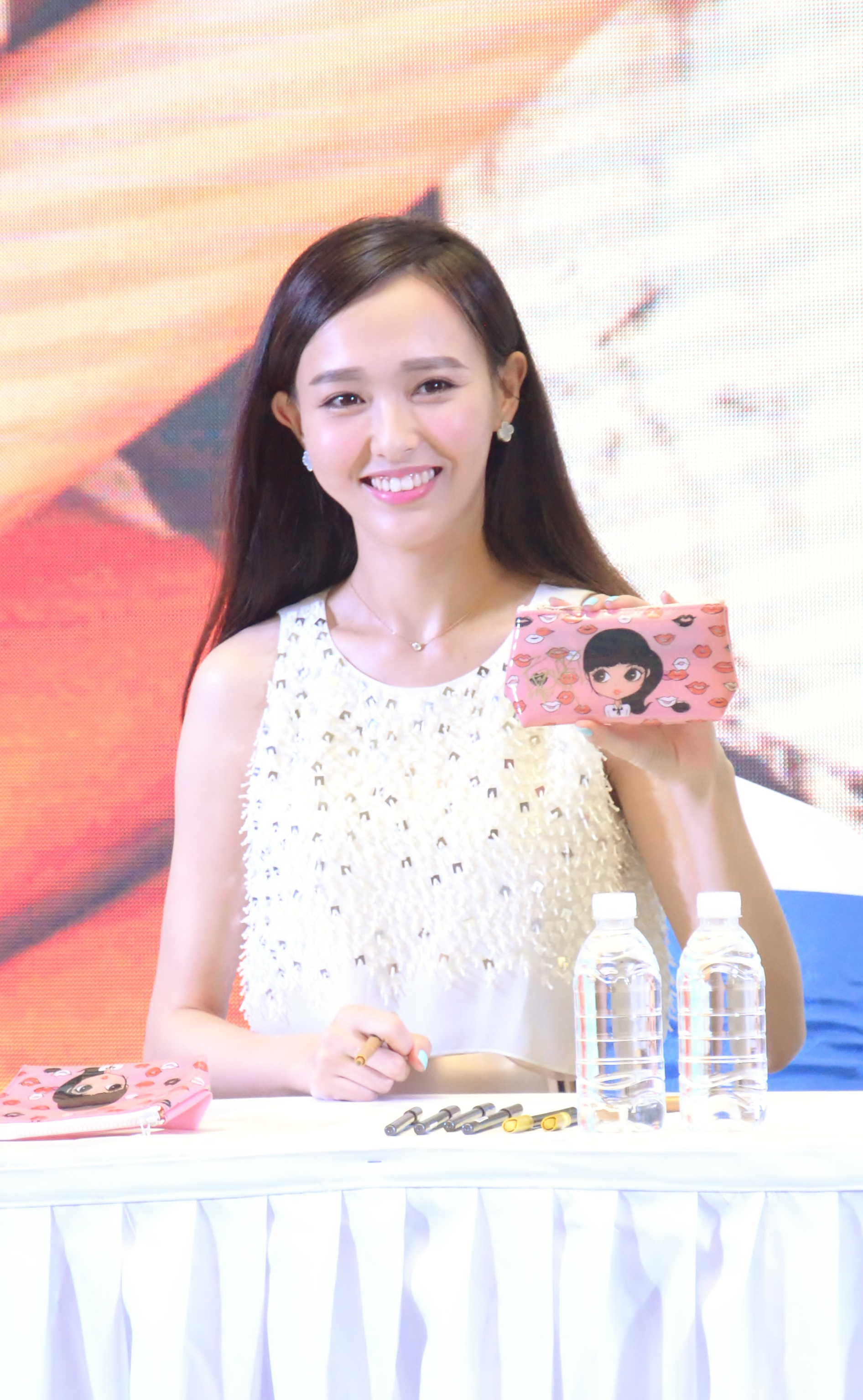
Tang Yan (2015)

Tiffany Tang (chinesisch 唐嫣, Pinyin Táng Yān; * 6. Dezember 1983 in Shanghai) ist eine chinesische Schauspielerin. Sie ist bekannt für ihre Rollen in Chinese Paladin 3 (2009), My Daughter (2011), Perfect Couple (2014), My Sunshine (2015), Lady & Liar (2015) und The Princess Weiyoung (2016). Aktuell gehört sie zu den bestbezahlten Fernsehdarstellerinnen Chinas.
2006 schloss Tang die Central Academy of Drama ab. 2016 spielte sie die Hauptrolle in der chinesisch-südkoreanischen Ko-Produktion Bounty Hunters, an der Seite von Lee Min-ho und Wallace Chung. Der Film erreichte eine Million Zuschauer und Tang erhielt Lob für ihre schauspielerische Leistung.

## Filmografie (Auswahl)
- 2007: Bullet & Brain (神枪手与智多星)
- 2007: Dangerous Games (棒子老虎鸡)
- 2009: Jackie Chan – Kung Fu Master (寻找成龙)
- 2009: Storm Warriors (风云II)
- 2011: East Meets West (东成西就2011)
- 2015: Die Chroniken des Geistertempels (九层妖塔)
- 2016: MBA Partners (梦想合伙人)
- 2016: Bounty Hunters (赏金猎人)
- 2016: A Chinese Odyssey Part Three (大话西游3)